# Fairview (Kansas)
Fairview és una població dels Estats Units a l'estat de Kansas. Segons el cens del 2000 tenia 271 habitants.

## Demografia
Segons el cens del 2000, Fairview tenia 271 habitants, 132 habitatges, i 71 famílies. La densitat de població era de 348,8 habitants/km².
Dels 132 habitatges en un 22,7% hi vivien nens de menys de 18 anys, en un 47% hi vivien parelles casades, en un 6,8% dones solteres, i en un 46,2% no eren unitats familiars. En el 45,5% dels habitatges hi vivien persones soles el 27,3% de les quals corresponia a persones de 65 anys o més que vivien soles. El nombre mitjà de persones vivint en cada habitatge era de 2,05 i el nombre mitjà de persones que vivien en cada família era de 2,93.
Per edats la població es repartia de la següent manera: un 20,7% tenia menys de 18 anys, un 4,8% entre 18 i 24, un 24,4% entre 25 i 44, un 24,7% de 45 a 60 i un 25,5% 65 anys o més.
L'edat mediana era de 45 anys. Per cada 100 dones de 18 o més anys hi havia 90,3 homes.
La renda mediana per habitatge era de 31.250 $ i la renda mediana per família de 51.607 $. Els homes tenien una renda mediana de 33.333 $ mentre que les dones 17.917 $. La renda per capita de la població era de 22.789 $. Entorn de l'11% de les famílies i el 9,7% de la població estaven per davall del llindar de pobresa.

## Poblacions més properes
El següent diagrama mostra les poblacions més properes.